# Monición
Monición es un aviso o amonestación, especialmente el que hace con carácter oficial una autoridad eclesiástica.

## Derecho británico
En el Derecho de Inglaterra y en el derecho canónico de la Iglesia de Inglaterra, una monición (monition), al contrario que una admonición (admonition), es una orden a un miembro del clero para que haga o se abstenga de realizar un determinado acto. Con más importancia que un reproche, es, sin embargo, la menos grave de las censuras contra el clero de la Iglesia de Inglaterra. El incumplimiento de la orden es un delito bajo la Jurisdicción eclesiástica de 1963. Una monition puede ser impuesta en persona por un obispo o por un tribunal eclesiástico.
Históricamente, la introducción de una medida disciplinaria de carácter leve como la monición o el reproche fue utilizada para hacer visible la residencia en el titular de un beneficio eclesiástico, en relación con acciones legítimas para frenar presuntamente rituales ilegales o prácticas heréticas sancionadas por la ley de Regulación del Culto Público de 1874. La desobediencia a tales reproches o censuras suponía una sanción de desacato a la persona o al tribunal que las dictaba.